# عين البكارة
عين البكارة قرية سورية تتبع ناحية سلقين في منطقة حارم في محافظة إدلب. بلغ عدد سكانها 969 نسمة في عام 2004 حسب إحصاء المكتب المركزي للإحصاء.